# Ludvig Köhler
Ludvig Köhler, född 1989 i Stockholm, är en svensk författare och kritiker i Dagens Nyheter.
Han debuterade med romanen Posten, som i dagboksform gestaltar brevbärarens vardag och växer till en samtida skildring av ett Stockholm i förändring, framförd med en egensinnig poetisk stil. Hans tredje bok, Mejl, som utgörs av en drygt tvåårig korrespondens mellan honom själv och översättaren Michael Larsson, väckte debatt om manlighet och läsande, ironisk litteratur, litterär smak och konservatism.